# 費爾維尤海茨 (伊利諾伊州)
費爾維尤海茨（英語：Fairview Heights）是一個位於美國伊利諾伊州聖克萊爾縣的城市。

## 地理
費爾維尤海茨的座標為38°35′38″N 89°59′48″W / 38.59389°N 89.99667°W，而該地的平均海拔高度為223米（即732英尺）。

## 人口
根據2010年美國人口普查的數據，費爾維尤海茨的面積為29.79平方千米，當中陸地面積為29.59平方千米，而水域面積為0.20平方千米。當地共有人口17078人，而人口密度為每平方千米573.28人。